# Llista de topònims de Palau-sator
Llista de topònims (noms propis de lloc) del municipi de Palau-sator, al Baix Empordà
Informació actualitzada per un bot. Els canvis manuals es perdran quan s'actualitzi!

## cabana
| imatge | Nom                      | Ubicat a    | instància de | Detalls | coordenades                                                         | Protecció | Commons (més fotos) | Dades a WD                    |
| ------ | ------------------------ | ----------- | ------------ | ------- | ------------------------------------------------------------------- | --------- | ------------------- | ----------------------------- |
|        | barraca d'en Jofre       | Palau-sator | cabana       |         | 41° 59′ 59″ N, 3° 07′ 42″ E / 41.9996920586602°N,3.12834162153359°E |           |                     | Modifica les dades a Wikidata |
|        | barraca d'en Martí Pagès | Palau-sator | cabana       |         | 41° 59′ 47″ N, 3° 08′ 07″ E / 41.9962796597525°N,3.13520488169013°E |           |                     | Modifica les dades a Wikidata |

## entitat singular de població
| imatge | Nom                 | Ubicat a    | instància de                                                                   | Detalls | coordenades                                                      | Protecció | Commons (més fotos) | Dades a WD                    |
| ------ | ------------------- | ----------- | ------------------------------------------------------------------------------ | ------- | ---------------------------------------------------------------- | --------- | ------------------- | ----------------------------- |
|        | Fontclara           | Palau-sator | entitat singular de població ens local històric de Catalunya                   | 50 hab  | 41° 59′ 37″ N, 3° 07′ 20″ E / 41.99361111°N,3.12222222°E 9 msnm  |           | Fontclara           | Modifica les dades a Wikidata |
|        | Palau-sator         | Palau-sator | entitat singular de població ens local històric de Catalunya capital municipal | 107 hab | 41° 59′ 20″ N, 3° 06′ 37″ E / 41.98897°N,3.11016°E 20 msnm       |           |                     | Modifica les dades a Wikidata |
|        | Sant Feliu de Boada | Palau-sator | entitat singular de població ens local històric de Catalunya                   | 119 hab | 41° 58′ 24″ N, 3° 07′ 32″ E / 41.973333333333°N,3.1255°E 21 msnm |           | Sant Feliu de Boada | Modifica les dades a Wikidata |
|        | Sant Julià de Boada | Palau-sator | entitat singular de població ens local històric de Catalunya                   | 29 hab  | 41° 59′ 08″ N, 3° 07′ 15″ E / 41.98555556°N,3.12083333°E 28 msnm |           |                     | Modifica les dades a Wikidata |

## església
| imatge | Nom                             | Ubicat a    | instància de | Detalls                                                | coordenades                                                                                            | Protecció                                            | Commons (més fotos)               | Dades a WD                    |
| ------ | ------------------------------- | ----------- | ------------ | ------------------------------------------------------ | --- | ---------------------------------------------------- | --------------------------------- | ----------------------------- |
|        | Sant Pau de Fontclara           | Palau-sator | església     | Estil: arquitectura romànica Anomenat per: Pau de Tars | 41° 59′ 38″ N, 3° 07′ 22″ E / 41.9939°N,3.12275°E                                                      | bé integrant del patrimoni cultural català           | Església de Sant Pau de Fontclara | Modifica les dades a Wikidata |
|        | Sant Pere de Palau-sator        | Palau-sator | església     |                                                        | 41° 59′ 17″ N, 3° 06′ 34″ E / 41.98815833°N,3.10939444°E                                               | bé integrant del patrimoni cultural català           | Sant Pere de Palau-sator          | Modifica les dades a Wikidata |
|        | església de Sant Feliu de Boada | Palau-sator | església     | Estil: gòtic flamíger                                  | 41° 58′ 26″ N, 3° 07′ 32″ E / 41.9738°N,3.12542°E ca:Sant Feliu de Boada. Plaça de l'Església          | bé integrant del patrimoni cultural català           | Església de Sant Feliu de Boada   | Modifica les dades a Wikidata |
|        | església de Sant Julià de Boada | Palau-sator | església     | Estil: art preromànic                                  | 41° 59′ 07″ N, 3° 07′ 19″ E / 41.985277777778°N,3.1219444444444°E ca:Sant Julià de Boada. Carrer Major | bé d'interès cultural bé cultural d'interès nacional | Esglesia de Sant Julià de Boada   | Modifica les dades a Wikidata |

## granja
| imatge | Nom                          | Ubicat a    | instància de | Detalls | coordenades                                                         | Protecció | Commons (més fotos) | Dades a WD                    |
| ------ | ---------------------------- | ----------- | ------------ | ------- | ------------------------------------------------------------------- | --------- | ------------------- | ----------------------------- |
|        | Granges Can Peixera          | Palau-sator | granja       |         | 41° 59′ 22″ N, 3° 06′ 20″ E / 41.9894025775389°N,3.10561216620808°E |           |                     | Modifica les dades a Wikidata |
|        | Granja Tries                 | Palau-sator | granja       |         | 41° 58′ 02″ N, 3° 08′ 16″ E / 41.9672119607527°N,3.13781054727552°E |           |                     | Modifica les dades a Wikidata |
|        | Granja del Pla de Sant Feliu | Palau-sator | granja       |         | 41° 58′ 50″ N, 3° 07′ 51″ E / 41.9805500712904°N,3.13081395413969°E |           |                     | Modifica les dades a Wikidata |

## masia
| imatge | Nom                      | Ubicat a    | instància de | Detalls | coordenades                                                                                              | Protecció | Commons (més fotos) | Dades a WD                    |
| ------ | ------------------------ | ----------- | ------------ | ------- | --- | --------- | ------------------- | ----------------------------- |
|        | Ca l'Airet               | Palau-sator | masia        |         | 41° 58′ 08″ N, 3° 07′ 31″ E / 41.9688744869773°N,3.1253349479458°E                                       |           |                     | Modifica les dades a Wikidata |
|        | Can Bac                  | Palau-sator | masia        |         | 41° 59′ 15″ N, 3° 08′ 12″ E / 41.9875503375194°N,3.13676788962532°E                                      |           |                     | Modifica les dades a Wikidata |
|        | Can Balmanya             | Palau-sator | masia        |         | 41° 58′ 09″ N, 3° 07′ 32″ E / 41.9690813903983°N,3.12556466226201°E                                      |           |                     | Modifica les dades a Wikidata |
|        | Can Casabò               | Palau-sator | masia        |         | 41° 58′ 37″ N, 3° 08′ 09″ E / 41.9769056995667°N,3.13569499082171°E                                      |           |                     | Modifica les dades a Wikidata |
|        | Can Castelló de l'Argila | Palau-sator | masia        |         | 41° 59′ 05″ N, 3° 06′ 45″ E / 41.98470367153°N,3.11237669792456°E                                        |           |                     | Modifica les dades a Wikidata |
|        | Can Colom                | Palau-sator | masia        |         | 41° 59′ 39″ N, 3° 07′ 12″ E / 41.9941620678214°N,3.11991519911419°E                                      |           |                     | Modifica les dades a Wikidata |
|        | Can Mosca                | Palau-sator | masia        |         | 41° 59′ 32″ N, 3° 07′ 24″ E / 41.9922941864084°N,3.12321976784918°E                                      |           |                     | Modifica les dades a Wikidata |
|        | Can Nau                  | Palau-sator | masia        |         | 41° 58′ 57″ N, 3° 07′ 18″ E / 41.9824694967912°N,3.12171604036025°E                                      |           |                     | Modifica les dades a Wikidata |
|        | Can Pi                   | Palau-sator | masia        |         | 41° 58′ 58″ N, 3° 07′ 19″ E / 41.9826855417493°N,3.12182509487246°E                                      |           |                     | Modifica les dades a Wikidata |
|        | Can Rimbau               | Palau-sator | masia        |         | 41° 59′ 08″ N, 3° 06′ 34″ E / 41.985427051031°N,3.10943240969133°E                                       |           |                     | Modifica les dades a Wikidata |
|        | Can Saló                 | Palau-sator | masia        |         | 41° 59′ 51″ N, 3° 06′ 18″ E / 41.9974552314262°N,3.1048648021558°E                                       |           |                     | Modifica les dades a Wikidata |
|        | Can Xicot                | Palau-sator | masia        |         | 41° 58′ 24″ N, 3° 06′ 40″ E / 41.9732754818682°N,3.11102894310464°E                                      |           |                     | Modifica les dades a Wikidata |
|        | Casa del Prior           | Palau-sator | masia        |         | 41° 59′ 36″ N, 3° 07′ 23″ E / 41.9933932447004°N,3.12299249167095°E                                      |           |                     | Modifica les dades a Wikidata |
|        | Mas Brancós              | Palau-sator | masia        |         | 41° 59′ 09″ N, 3° 07′ 20″ E / 41.9857204182251°N,3.12218096915416°E ca:Sant Julià de Boada               |           | Mas Brancós         | Modifica les dades a Wikidata |
|        | Mas Ferran               | Palau-sator | masia        |         | 41° 58′ 36″ N, 3° 08′ 16″ E / 41.9766781178996°N,3.1377223206094°E                                       |           |                     | Modifica les dades a Wikidata |
|        | Mas Fuster               | Palau-sator | masia        |         | 41° 58′ 42″ N, 3° 07′ 15″ E / 41.9782732773549°N,3.12086310631742°E                                      |           |                     | Modifica les dades a Wikidata |
|        | Mas Gomis                | Palau-sator | masia        |         | 41° 59′ 30″ N, 3° 07′ 29″ E / 41.991599148778°N,3.12463098404471°E                                       |           |                     | Modifica les dades a Wikidata |
|        | Mas Montellà             | Palau-sator | masia        |         | 41° 59′ 09″ N, 3° 07′ 16″ E / 41.9859558700986°N,3.12097421254432°E ca:Sant Julià de Boada 30 msnm       |           | Mas Montellà        | Modifica les dades a Wikidata |
|        | Mas Pou de la Font       | Palau-sator | masia        |         | 41° 58′ 28″ N, 3° 07′ 32″ E / 41.9744223050708°N,3.12562343171737°E                                      |           |                     | Modifica les dades a Wikidata |
|        | Mas Puignau              | Palau-sator | masia        |         | 41° 59′ 21″ N, 3° 06′ 10″ E / 41.9890628882372°N,3.1027866032872°E                                       |           |                     | Modifica les dades a Wikidata |
|        | Mas Riera                | Palau-sator | masia        |         | 41° 59′ 25″ N, 3° 06′ 39″ E / 41.9903702527835°N,3.11096206159713°E                                      |           |                     | Modifica les dades a Wikidata |
|        | Mas Roure                | Palau-sator | masia        |         | 41° 59′ 35″ N, 3° 06′ 30″ E / 41.992930533914°N,3.10846731739468°E                                       |           |                     | Modifica les dades a Wikidata |
|        | Mas Sabater              | Palau-sator | masia        |         | 41° 59′ 02″ N, 3° 07′ 17″ E / 41.9839558281458°N,3.12150158076777°E                                      |           |                     | Modifica les dades a Wikidata |
|        | Mas Saulot               | Palau-sator | masia        |         | 42° 00′ 04″ N, 3° 07′ 58″ E / 42.001024157656°N,3.1329040284966°E                                        |           |                     | Modifica les dades a Wikidata |
|        | Mas Ventós               | Palau-sator | masia        |         | 41° 58′ 28″ N, 3° 06′ 43″ E / 41.9744365837043°N,3.11181550270799°E                                      |           |                     | Modifica les dades a Wikidata |
|        | Mas Vilosa               | Palau-sator | masia        |         | 41° 58′ 15″ N, 3° 07′ 37″ E / 41.9709354028363°N,3.12681143415128°E                                      |           |                     | Modifica les dades a Wikidata |
|        | la Barraca               | Palau-sator | masia        |         | 41° 59′ 13″ N, 3° 08′ 14″ E / 41.9870185124225°N,3.13712891935764°E ca:Ctra. de Peratallada a Pals, km 6 |           |                     | Modifica les dades a Wikidata |

## muntanya
| imatge | Nom       | Ubicat a    | instància de | Detalls | coordenades                                                        | Protecció | Commons (més fotos) | Dades a WD                    |
| ------ | --------- | ----------- | ------------ | ------- | ------------------------------------------------------------------ | --------- | ------------------- | ----------------------------- |
|        | Puntanals | Palau-sator | muntanya     |         | 41° 58′ 29″ N, 3° 07′ 05″ E / 41.9748°N,3.11801°E 64.7 msnm        |           |                     | Modifica les dades a Wikidata |
|        | puig Roig | Palau-sator | muntanya     |         | 41° 57′ 57″ N, 3° 07′ 16″ E / 41.96576111°N,3.12100556°E 72.5 msnm |           |                     | Modifica les dades a Wikidata |

## torre de defensa
| imatge | Nom                         | Ubicat a    | instància de     | Detalls                    | coordenades                                                                               | Protecció                                            | Commons (més fotos)         | Dades a WD                    |
| ------ | --------------------------- | ----------- | ---------------- | -------------------------- | ----------------------------------------------------------------------------------------- | ---------------------------------------------------- | --------------------------- | ----------------------------- |
|        | Torre cilíndrica a Pantaleu | Palau-sator | torre de defensa |                            | 41° 59′ 20″ N, 3° 06′ 35″ E / 41.988833°N,3.109861°E                                      | bé d'interès cultural bé cultural d'interès nacional | Torre cilíndrica a Pantaleu | Modifica les dades a Wikidata |
|        | Torre de les Hores          | Palau-sator | torre de defensa | Estil: arquitectura gòtica | 41° 59′ 20″ N, 3° 06′ 37″ E / 41.9888°N,3.11033°E ca:Plaça de la Mota - Carrer del Portal | bé d'interès cultural bé cultural d'interès nacional | Torre Portal (Palau-sator)  | Modifica les dades a Wikidata |

## zona humida
| imatge | Nom              | Ubicat a         | instància de | Detalls             | coordenades                                                   | Protecció | Commons (més fotos) | Dades a WD                    |
| ------ | ---------------- | ---------------- | ------------ | ------------------- | ------------------------------------------------------------- | --------- | ------------------- | ----------------------------- |
|        | Estany de Pals   | Palau-sator Pals | zona humida  | Superfície: 83.14ha | 41° 59′ 20″ N, 3° 08′ 43″ E / 41.989°N,3.14527°E              |           |                     | Modifica les dades a Wikidata |
|        | Les closes Boues | Palau-sator      | zona humida  | Superfície: 4.93ha  | 41° 59′ 09″ N, 3° 07′ 52″ E / 41.985877°N,3.131069°E 1.5 msnm |           | Les closes Boues    | Modifica les dades a Wikidata |

## Misc
| imatge | Nom                                                     | Ubicat a | instància de      | Detalls                               | coordenades                                                                                          | Protecció                                            | Commons (més fotos)                              | Dades a WD                    |
| ------ | ------------------------------------------------------- | --- | ----------------- | ------------------------------------- | --- | ---------------------------------------------------- | ------------------------------------------------ | ----------------------------- |
|        | Muralles de Palau-sator                                 | Palau-sator                                                                                                  | muralla urbana    | Estil: arquitectura romànica          | 41° 59′ 22″ N, 3° 06′ 36″ E / 41.9894°N,3.11°E                                                       | bé d'interès cultural bé cultural d'interès nacional |                                                  | Modifica les dades a Wikidata |
|        | Nucli antic de Palau-sator                              | Palau-sator                                                                                                  | centre històric   |                                       | 41° 59′ 21″ N, 3° 06′ 36″ E / 41.9893°N,3.11011°E                                                    | bé cultural d'interès nacional                       | Nucli intramurs de Palau-sator                   | Modifica les dades a Wikidata |
|        | Pantaleu                                                | Palau-sator                                                                                                  | nucli de població |                                       | 41° 58′ 23″ N, 3° 06′ 44″ E / 41.973125675887°N,3.1123278131818°E                                    |                                                      |                                                  | Modifica les dades a Wikidata |
|        | Parc natural del Montgrí, les Illes Medes i el Baix Ter | Torroella de Montgrí Bellcaire d'Empordà Ullà Pals l'Escala Fontanilles Palau-sator Alt Empordà Baix Empordà | àrea protegida    | 2010 Superfície: 6202.68 7819.89537ha | 42° 04′ 28″ N, 3° 09′ 44″ E / 42.074548°N,3.162208°E                                                 |                                                      | Montgrí, Medes Islands and Baix Ter Natural Park | Modifica les dades a Wikidata |
|        | casa consistorial de Palau-sator                        | Palau-sator                                                                                                  | casa consistorial |                                       | 41° 59′ 23″ N, 3° 06′ 40″ E / 41.9897321°N,3.1111486°E                                               |                                                      |                                                  | Modifica les dades a Wikidata |
|        | castell de Palau-sator                                  | Palau-sator                                                                                                  | castell           | Estil: arquitectura romànica          | 41° 59′ 23″ N, 3° 06′ 36″ E / 41.989658°N,3.110073°E ca:Carrer del Castell                           | bé d'interès cultural bé cultural d'interès nacional | Castell de Palau-sator                           | Modifica les dades a Wikidata |
|        | creu de terme                                           | Palau-sator                                                                                                  | creu de terme     | Estil: gòtic tardà 16th century       | 41° 59′ 17″ N, 3° 06′ 34″ E / 41.987932°N,3.10945°E ca:A l'interior del cementiri 21 msnm            | bé integrant del patrimoni cultural català           | Creu de terme de Palau-sator                     | Modifica les dades a Wikidata |
|        | el Pardussar                                            | Palau-sator                                                                                                  | fita              |                                       | 41° 57′ 59″ N, 3° 07′ 34″ E / 41.9665047738216°N,3.12619922757254°E                                  |                                                      |                                                  | Modifica les dades a Wikidata |
|        | llinda al Carrer Vila d'Amunt                           | Palau-sator                                                                                                  | llinda            | 18th century                          | 41° 58′ 22″ N, 3° 07′ 32″ E / 41.97289°N,3.125625°E ca:C. de Vilademunt, Sant Feliu de Boada 19 msnm | bé integrant del patrimoni cultural català           | Llinda al carrer Vila d'Amunt                    | Modifica les dades a Wikidata |